# Erik Enhamre
Erik Enhamre, född 16 september 1923 i Ovansjö församling, Gävleborgs län,  är en svensk väg- och vattenbyggnadsingenjör.
Enhamre, som är son till bankkamrer Erik Enhamre och Rosa Eriksson, avlade studentexamen i Eskilstuna 1943, utexaminerades från Kungliga Tekniska högskolan 1948 och blev teknologie licentiat 1951. Han blev forskningsingenjör vid Fortifikationsförvaltningen 1948, konstruktör vid Sven Tyrén konsulterande ingenjörsfirma AB från 1951 samt var delägare i Sven Tyrén AB och rådgivande ingenjör där från 1958. Han var styrelseledamot i Svenska Väg- och vattenbyggares Riksförbund 1951–1955 och invaldes som ledamot av Statens planverks råd för stål- och betongnormer 1979.